# 1953-as cannes-i filmfesztivál
A 6. Cannes-i Nemzetközi Filmfesztivál 1953. április 15. és 29. között került megrendezésre, Jean Cocteau elnökletével. A rendezvényről továbbra is távol maradtak a kelet- és közép-európai filmek. Az előző évi ígérethez híven a francia szervezők néhány külföldi művészt is bevontak a zsűri munkájába, alacsony számukat pedig kulturdiplomáciai lépésekkel, például különféle fantázianevekkel ellátott díjak létrehozásával igyekeztek kompenzálni, amihez persze nagyban hozzájárult a költő, Jean Cocteau elnöksége.
A strandon fotósok vadásztak a filmcsillagokra, köztük egy frissen felfedezett szépségre, Brigitte Bardot-ra. Sztárok sokasága érkezett a tengerparti városba, hogy minden eszközt megragadjon saját karrierjének építésére. Kirk Douglas Bardot szőke fürtjeivel játszadozott és minduntalan franciául nyilatkozott, Gary Cooper pedig – aki megkapta a „legnépszerűbb sztár” címet – hatalmas tömeggel a sarkában sétálgatott a Croisette-en. A körvonalazhatatlan mondén világ találkozóhelyévé vált Cannes-ban mindig is nagy hangsúlyt fektettek az öltözködésre; a meghívott hölgyek elegáns estélyi ruhákban jelentek meg, a férfiaknak kötelező volt szmokingviselet. Ez évben mégis kivételt tettek: Pablo Picasso birkabőr zakóban léphetett be a fesztiválpalotába.
A 35 játékfilm és 43 rövidfilm közül a zsűri elsősorban a népszerűeket díjazta, s ez akkor is igaz, ha Jacques Tati zsenialitását – noha mindenki Charlie Chaplinéhez hasonlította – nem ismerték el. Henri-Georges Clouzot filmje, A félelem bére viszont egyöntetű sikert aratott, még az amerikaiak körében is. Viszonzásképpen a franciák becsületrenddel tüntették ki Walt Disney-t… Kisebb botrány is volt: a zsűri egyik tagja, Edward G. Robinson azzal fenyegetődzött, hogy a Bienvenido Mister Marshall miatt lemond, mivel szerinte a film nevetségessé teszi az amerikaiakat. A film végül is megkapta a legjobb szórakoztató film nemzetközi díját.
Nagy vesztese a fesztiválnak a Pán Péter című, később nagy közönségsikert aratott rajzfilm, valamint Alf Sjöberg rendező és Sven Vilhem Nykvist operatőr alkotása, a Barrabas. A versenyfilmek rendezői között ott található Luis Buñuel (Ő), Vittorio De Sica (Termini pályaudvar), Jacques Tati (Hulot úr nyaral) és persze Alfred Hitchcock, a Tábori György forgatókönyve alapján készült Meggyónom című filmjével. Noha hazai alkotás nem szerepelt a versenyben, a magyarok ez évben sem maradhattak ki: bemutatták a Spanyolországban élő Ladislao Vajda (Vajda László) Dona Francisquita című filmjét. A nézők láthatták Burt Lancastert a Térj vissza, kicsi Sheba! című filmben, Gina Lollobrigidát az Alberto Moravia forgatókönyvéből készült A vidéki lányban, Yves Montand-t A félelem bérében és Gábor Zsazsát a Liliben.

## Zsűri
Elnök: Jean Cocteau, költő, filmrendező –  Franciaország

### Versenyprogram
- Abel Gance, filmrendező –  Franciaország
- André Lang, újságíró –  Franciaország
- Charles Spaak, forgatókönyvíró –  Belgium
- Edward G. Robinson, színész –  Amerikai Egyesült Államok
- Georges Raguis, a szakszervezet hivatalos képviselője –  Franciaország
- Georges van Parys, zeneszerző –  Franciaország
- Guy Desson, a Nemzeti Filmközpont (CNC) hivatalos képviselője –  Franciaország
- Jacques-Pierre Frogerais, filmproducer –  Franciaország
- Louis Chauvet, újságíró –  Franciaország
- Philippe Erlanger, történész –  Franciaország
- Renée Faure, színésznő –  Franciaország
- Titina de Filippo, színésznő –  Olaszország

### Rövidfilmek
- Bert Haanstra, filmrendező –  Hollandia
- Jacques Schiltz, filmrendező –  Franciaország
- Jean Queval, újságíró –  Franciaország
- Jean Vivie, a szakszervezet hivatalos képviselője –  Franciaország
- René Lucot, filmrendező –  Franciaország
- Roger Leenhardt, filmrendező –  Franciaország

## Nagyjátékfilmek versenye
- 1. April 2000 (2000. április 1-je)[3] – rendező: Wolfgang Liebeneier
- Awaara (A csavargó) – rendező: Radzs Kapur
- Barabbas – rendező: Alf Sjöberg
- Bienvenido Mister Marshall – rendező: Luis García Berlanga
- Bongolo – rendező: André Cauvin
- Call Me Madam – rendező: Walter Lang
- Come Back Little Sheba (Térj vissza, kicsi Sheba!) – rendező: Daniel Mann
- Daibucu kaigen – rendező: Kinugasza Teinoszuke
- Doña Francisquita – rendező: Ladislao Vajda
- Duende y misterio del flamenco – rendező: Edgar Neville
- El (Ő) – rendező: Luis Buñuel
- För min heta ungdoms skull – rendező: Arne Mattsson
- Gembaku no ko (Hirosima gyermekei) – rendező: Sindó Kaneto
- Gendai dzsin – rendező: Sibuja Minoru
- Horizons sans fin (Hélène Boucher) – rendező: Jean Dréville
- I Confess (Meggyónom) – rendező: Alfred Hitchcock
- Intimate Relations – rendező: Charles Frank
- La provinciale (A vidéki lány) – rendező: Mario Soldati
- La red – rendező: Emilio Fernández
- La vie passionnée de Clémenceau – rendező: Gilbert Prouteau
- Las tres perfectas casadas – rendező: Roberto Cavaldon
- Le salaire de la peur (A félelem bére) – rendező: Henri-Georges Clouzot
- Les vacances de Monsieur Hulot (Hulot úr nyaral) – rendező: Jacques Tati
- Lili (Lili) – rendező: Charles Walters
- Luz en el páramo – rendező: Víctor Urruchúa
- Magia verde – rendező: Gian Gaspare Napolitano
- Nevjera – rendező: Vladimir Pogacic
- O cangaceiro (A bandita) – rendező: Lima Barreto
- Peter Pan (Pán Péter) – rendező: Hamilton Luske, Clyde Geronimi, Wilfred Jackson
- Sala de guardia – rendező: Tulio Demicheli
- Stazione Termini (Termini pályaudvar) – rendező: Vittorio De Sica
- The Heart of the Matter – rendező: George More O'Ferrall
- The Sun Shines Bright (Napfelkelte) – rendező: John Ford
- Sie fanden eine Heimat – rendező: Leopold Lindtberg
- Valkoinen peura (A fehér rénszarvas) – rendező: Erik Blomberg

## Rövidfilmek versenye
- And Now Miguel – rendező: Joseph Krumgold
- Castilla, soldado de la ley – rendező: Enrico Gras
- Crin blanc: le cheval sauvage – rendező: Albert Lamorisse
- Doderhultarn – rendező: Olle Hellbom
- Doh pyi daung su – rendező: Jules Bucher
- Dubrovnik – rendező: Milan Katic
- Gazouly, petit oiseau – rendező: L. Starewitch
- Houen zo – rendező: Herman van der Horst
- I cristalli – rendező: Lando Colombo
- Immagini e colore – rendező: Vittorio Sala
- Joy of Living – rendező: Jean Oser
- Kujira (くじら) – rendező: Ófudzsi Noburo
- Kumaon Hills – rendező: M. Bhavnani
- La montagna di cenere – rendező: Giovanni Paolucci
- La pintura mural mexicana – rendező: Carlos Velo
- Land of The Long Day – rendező: Michael Spencer
- Le Luxembourg et son industrie – rendező: Philippe Schneider
- Le voyage d’Abdallah – rendező: Georges Regnier
- Machu-Picchu – rendező: Enrico Gras
- Marionnettes de Toon – rendező: Jean Cleinge
- Meister der Gegenwart – rendező: Karl Zieglmayer
- Momojama bidzsucu (桃山美術) – rendező: Mizuki Szója (水木莊也)
- Naskara – rendező: Juan Miguel de Mora
- New Lands For Old – rendező: Krishna Gopal
- Pescatori de laguna – rendező: Antonio Petrucci
- Peter Breughel l'ancien – rendező: Arcady
- Présentation de la beauce à Nôtre Dame de Chartres – rendező: Jacques Berthier
- Pylone 138 – rendező: Adolphe Forter
- Remmants of A Stone-Age People – rendező: Louis Knobel
- Reverón – rendező: Margot Benacerraf
- Romance of Transformation – rendező: Colin Low
- Royal Heritage – rendező: Diana Pine
- Salut Casa – rendező: Jean Vidal
- Schatten under Sternen – rendező: Ernest Bingen
- So ist das Saarland – rendező: Ernest Bingen
- The Figurehead – rendező: John Halas
- The Great Experiment – rendező: V.R. Sarma
- The Settler – rendező: Bernard Devlin
- The Stranger Left No Card – rendező: Wendy Toye
- Varen – rendező: Gösta Werner
- Victoire sur l'Annapurna – rendező: Marcel Ichac
- Vincent Van Gogh – rendező: Jan Hulsker
- Water Birds – rendező: Ben Sharpsteen

## Díjak

### Nagyjátékfilmek
- Nagydíj: Le salaire de la peur (A félelem bére)[3] – rendező: Henri-Georges Clouzot
- Legjobb kalandfilm nemzetközi díja, külön dicsérettel a filmzenéért:[4] O cangaceiro – rendező: Lima Barreto
- Legvidámabb film nemzetközi díja, külön dicsérettel a forgatókönyvért:[5] Bienvenido Mister Marshall – rendező: Luis Garcia Berlanga
- Legjobb szórakoztató film nemzetközi díja, külön dicsérettel az előadásmód bájáért: Lili (Lili) – rendező: Charles Walters
- Legjobb drámai film nemzetközi díja: Come Back Little Sheba (Térj vissza, kicsi Sheba!) – rendező: Daniel Mann
- Legjobb mesefilm nemzetközi díja: Valkoinen peura (A fehér rénszarvas) – rendező: Erik Blomberg
- Legjobb felfedezői film nemzetközi díja, külön dicsérettel a színeiért: Magia verde – rendező: Gian Gaspare Napolitano
- Legjobb képben elmesélt film nemzetközi díja: La red – rendező: Emilio Fernández
- A zsűri különdíja a fesztivál presztízsének emeléséért: Walt Disney
- Tisztelet kifejezése Edgar Neville-nek a Duende y misterio del flamenco című alkotásához
- Külön dicséret:
  - Shirley Booth – a Come Back Little Sheba (Térj vissza, kicsi Sheba!) című filmben nyújtott színészi teljesítményéért[6]
  - Charles Vanel – a Le salaire de la peur (A félelem bére) című filmben nyújtott színészi teljesítményéért[7]
- OCIC-díj: Horizons sans fin (Hélène Boucher) – rendező: Jean Dréville

### Rövidfilmek
- Nagydíj: Crin blanc: le cheval sauvage – rendező: Albert Lamorisse
- Legjobb valóságos film díja: Houen zo – rendező: Herman van der Horst
- Legjobb fikciós film díja: The Stranger Left No Card – rendező: Wendy Toye
- Legjobb művészeti film díja: Doderhultarn – rendező: Olle Hellbom
- Legjobb animációs film díja: Romance of Transformation – rendező: Colin Low
- Technikai nagydíj:
  - Olaszország rövid versenyfilmjeinek együttese: Magia verde, La montagna di cenere és Pescatori di laguna
  - Water Birds – rendező: Ben Sharpsteen